# Latte

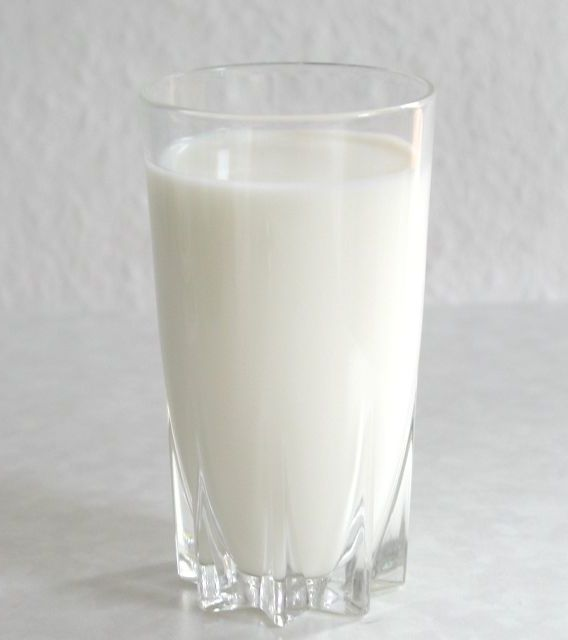
Un bicchiere di latte

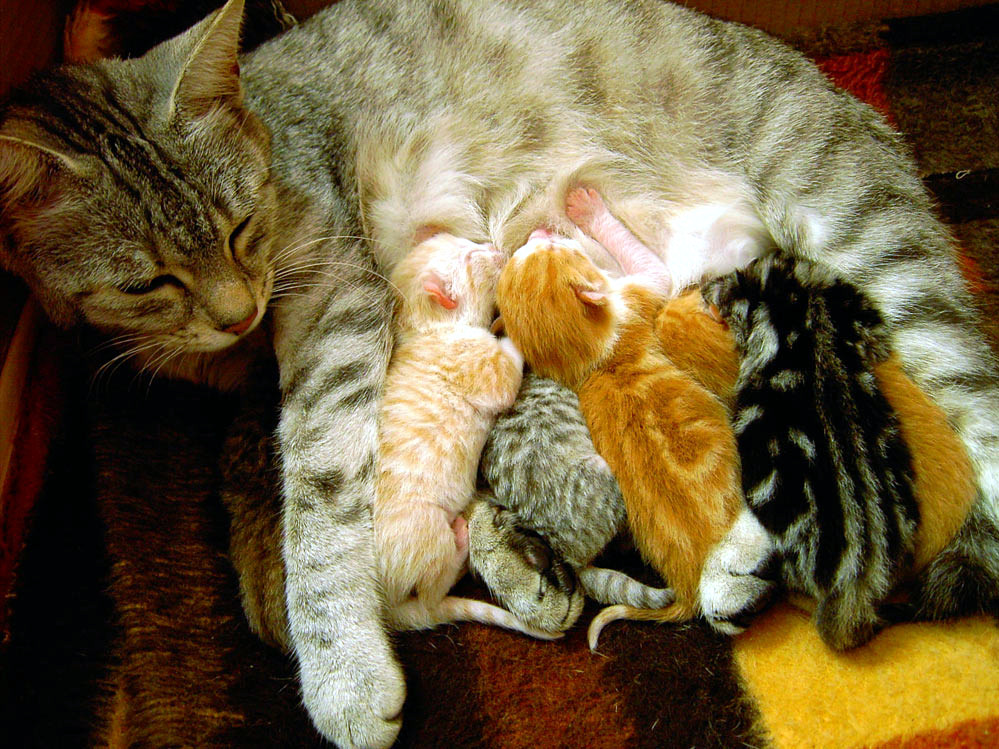
Scopo primario e funzione originaria del latte è dare nutrimento a tutti i cuccioli dei mammiferi durante le prime fasi della loro vita

Il latte è un liquido secreto dalla ghiandola mammaria delle femmine dei mammiferi, che costituisce l'alimento indispensabile dei neonati di questa classe zoologica, caratterizzata anche da questa fondamentale particolarità. Chimicamente è un'emulsione di olio in acqua, con globuli di grasso di dimensioni molto variabili, da 0,1 a oltre 10 μm. Il colore bianco è dovuto al diverso indice di rifrazione dei grassi, dispersi in emulsione grazie alla caseina, rispetto a quello dell'acqua.

## Descrizione

### Caratteristiche generali
Il suo scopo è dare nutrimento ai cuccioli durante le prime fasi della loro vita. Dal punto di vista chimico, il latte rientra nella famiglia dei colloidi, un'emulsione per l'esattezza, che contiene al suo interno, oltre all'acqua e all'olio, alcune macromolecole, ovvero composti aventi grandezza superiore ai 500 nm come, ad esempio, proteine e acidi nucleici.
Le femmine dei mammiferi, compresi gli umani, sono provviste di ghiandole mammarie che servono per produrre il latte con il quale si alimenteranno i cuccioli appena nati. Nei mammiferi superiori queste ghiandole sono organizzate a formare la mammella. A seguito del parto, dunque, il corpo della genitrice distribuirà con il latte riserve di nutrimento accumulate in gestazione per coprire il periodo di sviluppo della capacità edule propria del piccolo.
Il piccolo di mammifero ha in genere un istinto prevalentemente ormonal-olfattivo, che lo indirizza al capezzolo, se presente nella specie, dove potrà suggere il prezioso alimento.

### Tipi commerciali
Dal punto di vista commerciale tecnico-legale, il latte si distingue in tre macrotipi:
- latte a uso alimentare umano;
- latte a uso caseario;
- latte a uso alimentare animale.

## Il processo fisiologico

### Lattazione
Il primo liquido prodotto dalle mammelle, dopo ciascun parto, è detto colostro, una soluzione simile al siero plasmatico contenente in diversa misura a seconda della posizione tassonomica dell'animale, anticorpi (immunoglobuline A che vanno a sostituire IgG e IgM nel corso dell'evento), linfociti e altre cellule modulatrici della risposta immunitaria, prostaglandine e altri componenti lipidici, zuccheri, vitamine principalmente della frazione liposolubile, amminoacidi e ioni. Principalmente utile al trasferimento della risposta immunitaria al neonato, all'induzione della peristalsi intestinale e all'espulsione del meconio.

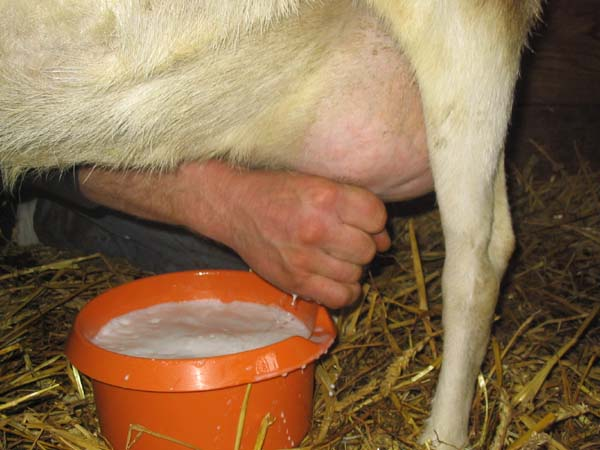
Latte di capra appena munto

Dopo un certo periodo dal parto, proporzionale nella maggior parte dei mammiferi, il colostro è sostituito dal latte vero e proprio, successivamente alla montata lattea. Esso ha le proprietà nutritive necessarie allo sviluppo del piccolo, ma ridotte funzioni a livello immunitario, data la capacità dell'apparato digerente in via di sviluppo, di digerire le immunoglobuline (ormai prevalentemente IgA) presenti. La resistenza batterica del latte stesso viene affidata al lisozima. La funzione immunitaria è basilare nelle specie a placenta di tipo sindesmocoriale, impermeabile al trasferimento anticorpale madre-figlio, e varia considerevolmente nell'ambito delle famiglie della classe. Dopo la mungitura, per azione residua delle citate sostanze, per qualche ora (3-4) si registra una certa azione batteriostatica (non battericida), che poi va scemando rapidamente fino a scomparire.

### Allattamento
La capacità di suzione dei neonati è innata. La capacità produttiva delle mammelle è diversa da specie a specie e da esemplare a esemplare di ciascuna specie, ma può esserne opportunamente aumentata la sua estensione temporale. Negli animali da reddito ciò ottimizza le "prestazioni" dei capi da latte; nella donna dà origine al baliaggio, cioè l'attività della balia, che fornisce latte a piccoli non suoi con una produzione pressappoco ininterrotta nel corso dell'età fertile.
Nella specie umana la capacità di suzione, presente come riflesso immediatamente dopo il parto, viene persa a circa 4 mesi di vita. I meccanismi di suzione adeguata (corretto attaccamento, allattamento a richiesta e rispetto dei tempi della diade madre-neonato) contribuiscono alla preparazione del seno alla montata lattea. L'allattamento, che di solito tende a ridursi gradualmente in fase di svezzamento, eccezionalmente, in alcuni ambiti culturali può durare fino a 7 anni. In genere, dopo il 6º mese compiuto può avvenire lo svezzamento del piccolo.

### Composizione del latte
A seconda della specie animale, il latte ha diverse componenti di cui la quantità varia considerevolmente. Ciò è particolarmente vero nel caso della percentuale di grassi che raggiunge valori altissimi nei mammiferi marini in genere: per esempio nelle foche e nei cetacei si raggiungono valori superiori al 50%. Anche artiodattili di climi freddi, come yak, alci e renne, producono comunque latte a elevatissimo potere calorico. Nella specie umana il latte materno si differenzia per il numero più elevato di oligosaccaridi (HMO), in particolare, si è visto che la composizione del latte può variare da donna a donna e modificarsi in funzione delle esigenze a al sesso del nascituro.
| Composizione dei nutrienti del latte di diversi mammiferi | Composizione dei nutrienti del latte di diversi mammiferi | Composizione dei nutrienti del latte di diversi mammiferi | Composizione dei nutrienti del latte di diversi mammiferi | Composizione dei nutrienti del latte di diversi mammiferi | Composizione dei nutrienti del latte di diversi mammiferi | Composizione dei nutrienti del latte di diversi mammiferi |
| Specie                                                    | Acqua %                                                   | Residuo secco %                                           | Proteine %                                                | Lipidi %                                                  | Lattosio %                                                | Ceneri %                                                  |
| --------------------------------------------------------- | --------------------------------------------------------- | --------------------------------------------------------- | --------------------------------------------------------- | --------------------------------------------------------- | --------------------------------------------------------- | --------------------------------------------------------- |
| Umano                                                     | 87,6                                                      | 12,4 - 12,6                                               | 1,1 - 2                                                   | 3,7 - 4,5                                                 | 6,4 - 6,8                                                 | 0,2 - 0,3                                                 |
| Vacca                                                     | 87,3                                                      | 12,2 - 12,7                                               | 3,1 - 3,4                                                 | 3,5 - 3,7                                                 | 4,9 - 4,9                                                 | 0,7 - 0,7                                                 |
| Bufala                                                    | 82,3                                                      | 17,7 - 21,5                                               | 5,1 - 5,9                                                 | 7,5 - 10,4                                                | 4,3 - 4,4                                                 | 0,7 - 0,8                                                 |
| Pecora                                                    | 83,6                                                      | 16,3 - 16,4                                               | 5,1 - 5,5                                                 | 4,3 - 6,2                                                 | 4,2 - 4,6                                                 | 0,9 - 0,9                                                 |
| Capra                                                     | 86,8                                                      | 12 - 13,2                                                 | 3,1 - 3,8                                                 | 3,5 - 4                                                   | 4,6                                                       | 0,8 - 0,8                                                 |
| Asina                                                     | 90,1                                                      | 9,9 - 10,2                                                | 1,7 - 1,8                                                 | 1,2 - 1,4                                                 | 6,2 - 6,9                                                 | 0,5 - 0,5                                                 |
| Cavalla                                                   | 90,6                                                      | 9,4 - 11                                                  | 2 - 2,7                                                   | 1,1 - 1,6                                                 | 5,9 - 6,1                                                 | 0,4 - 0,5                                                 |
| Cagna                                                     | 75,4                                                      | 20,7 - 24,6                                               | 9,5 - 11,2                                                | 8,3 - 9,6                                                 | 3,1 -3,7                                                  | 0,7 - 1,2                                                 |
| Cammella                                                  | 86,5                                                      | 13,5 - 14,4                                               | 3,7 - 4                                                   | 3,1 - 4,9                                                 | 5,1 - 5,6                                                 | 0,7 - 0,8                                                 |

- L'acqua è in tutti i casi il componente principale.
- I lipidi, principalmente grassi saturi, sono la principale fonte energetica nel latte, generalmente sotto forma di trigliceridi, cioè esteri del glicerolo con tre acidi grassi, di cui:

tra i saturi:
Acido butirrico 	Butanoico 	C4:0
Acido caproico 	Esanoico 	C6:0
Acido caprilico 	Ottanoico 	C8:0
Acido caprico 	Decanoico 	C10:0
Acido laurico 	Dodecanoico 	C12:0
Acido miristico 	Tetradecanoico C14:0
Acido palmitico 	Esadecanoico 	C16:0
Acido stearico 	Ottadecanoico 	C18:0
e tra gli insaturi
Acido caproleico cis-9:-decanoico C10:1
Acido miristoleico cis-9-tetradecenoico 	C14:1 ω5
Acido palmitoleico cis-6-esadecenoico 	C16:1 ω7
Acido petroselinico cis-6-ottadecenoico 	C18:1 ω6
Acido oleico 	cis-9-ottadecenoico 	C18:1 ω9
Acido elaidinico 	trans-9-ottadecenoico 	C18: ω9
Acido vaccenico 	trans-11-ottadecenoico 	C18:1 ω11
Acido linoleico 	cis,cis-9,12-octadecadienoico C18:2
I principali composti rappresentati sono trigliceridi con prevalenza di acido palmitico, oleico, stearico e miristico in molte specie.
Caratteristica comune è una maggiore presenza dell'acido palmitico in posizione 2, centrale, al contrario dei trigliceridi degli oli vegetali che hanno tipicamente un acido insaturo in posizione centrale. La variabilità della distribuzione di acidi grassi e composizione dei trigliceridi è comunque interspecifica, intraspecifica, e vi sono differenze anche per stadio di lattazione e stagione, nonché legate al tipo di alimentazione.
Sono presenti componenti lipidiche minori quali digliceridi, fosfolipidi, soprattutto fosfatidilcolina e fosfatidiletanolammina, e steroli, soprattutto colesterolo. Per la loro natura anfifilica, le componenti lipidiche minori si trovano prevalentemente nella superficie dei globuli di grasso e contribuiscono a stabilizzare l'emulsione.
- I glucidi presenti, seconda fonte energetica del latte, sono costituiti in tutte le specie animali, per la quasi totalità dallo zucchero (disaccaride) lattosio. Il lattosio è il composto osmoticamente più attivo dell'alimento, con una concentrazione relativamente costante nel latte delle diverse specie. La secrezione del latte è isotonica rispetto al sangue grazie al richiamo di acqua dal sangue alla mammella dovuta al lattosio. La quantità di latte prodotta è direttamente proporzionale alla quantità di lattosio sintetizzata. Sono presenti altri glucidi, prevalentemente oligosaccaridi composti da glucosio, galattosio, fucosio, glucosammina, N-acetilglucosammina, galattosammina, N-acetilgalattosammina, e acido sialico in genere coniugati a proteine (glicoproteine), come la k-caseina, differente da quelle calcio sensibili (αs1, αs2, e β) per la sua solubilità su una vasta gamma di concentrazioni di Ca++ e il suo basso contenuto di fosforo.

Il tenore di oligosaccaridi nel latte delle diverse specie varia sensibilmente. Mentre è minimo nel latte vaccino e di altri mammiferi domestici, è normalmente superiore alla concentrazione di lattosio nel latte di orso, di marsupiali e pinnipedi. 
- Le proteine sono invece per i due terzi rappresentate dalla famiglia delle fosfoproteine denominate generalmente caseina (per esempio la K-caseina). Apparentemente la concentrazione di proteine nel latte delle diverse specie è inversamente proporzionale alla concentrazione di glucidi. Il tenore proteico del latte tende ad essere più elevato nelle specie che sono caratterizzate dalla rapida crescita dei cuccioli dopo la nascita, il tenore glucidico, al contrario, è più alto nel latte delle specie a crescita lenta (come l’uomo).

Le proteine seriche o sieroproteine, separabili dalla caseina quando si coagula il latte, rappresentano la frazione non sedimentabile per centrifugazione, precipitazione presamica (con l'aggiunta di caglio) o acida e rappresentano la maggior parte delle proteine non caseiniche nel latte. Sono di elevatissimo valore nutrizionale e biologico, carrier di molti nutrienti ma spesso chimicamente delicate, e in vario grado termolabili. Sono sintetizzate nella mammella la beta-lattoglobulina, l'alfa-lattoalbumina e la lattoferrina, sono di origine extramammaria le immunoglobuline, la sieroalbumina e l'albumina serica ematica. Vi è inoltre una larga popolazione di proteine ad azione enzimatica, come alcune proteasi, ossidasi e perossidasi (una su tutte, l'eponima lattoperossidasi), catalasi, diverse transaminasi, lipasi, fosfatasi alcalina, lisozima, e altre in proporzioni variabili.
- Sostanze minerali, in forma solubile e insolubile.
- Vitamine idro e liposolubili. (principalmente del complesso B, C e PP).
- Sostanze "aromatiche" (non in senso chimico, ma altri composti, volatili e no, responsabili di gusto e profumo).
- Cellule somatiche, leucociti, soprattutto macrofagi, che aumentano in caso di infezione o infiammazione.
- Batteri flora saprofita tipica della stalla, anche lattici.

L'eventuale presenza di patogeni, sempre possibile nel latte crudo, con incidenza media casuale nel tempo intorno al 20% delle mungiture, è legata allo stato di salute dell'animale e a carenze igieniche, anche non apparenti, delle operazioni e dell'ambiente di mungitura. Il rischio è comunque sempre presente, ragion per cui è universalmente raccomandato dagli Organi Sanitari un adeguato riscaldamento (bollitura) prima del consumo.
Oltre al loro alto valore nutrizionale, numerose proteine del latte sono precursori di peptidi biologicamente attivi, divisi in tre famiglie:
- le caseine (α, β e κ);
- le sieroproteine (immunoglobuline, β-lattoglobuline, α-lattalbumine, lattoferrina e lisozima);
- i fattori di crescita (prolattina, transforming growth factor [TGF], insulin-like growth factor [IGF]).

La casoxina è un antioppioide, mentre caseomorfine e lattorfine, contenuti nel latte di tipo A1 e assorbiti nell'intestino, hanno un'azione oppioide simile: narcotica, analgesica, calmante sui sistemi respiratori, cardiovascolare, nervoso centrale e periferico; rallenta il transito nel lume intestinale e favorisce il riassorbimento di acqua ed elettroliti, in caso di sindromi diarroiche.
Le caseoplatine, derivate dal κ-caseinoglicomacropeptide (che si forma durante la caseificazione), hanno una sequenza dove sono presenti alcuni residui amminoacidici (Ile-108, Lys-112, Asp-115) che si trovano anche nella catena γ del fibrinogeno e si ipotizza che competano con questo nel legarsi alle piastrine.

## Il latte da specie d'allevamento

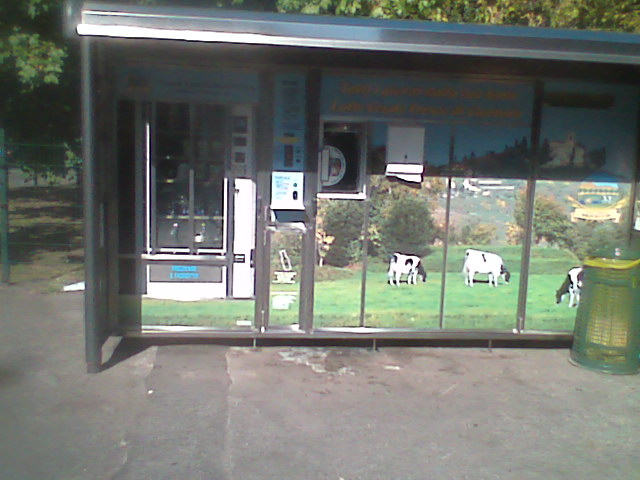
Un distributore automatico di latte a Monza

L'introduzione del latte extraspecie nell'alimentazione umana è un fatto cronologicamente piuttosto recente. Dalle origini della nostra specie, datata a circa 200 000 anni fa, la capacità di digerire da adulti il lattosio contenuto nel latte è da riferirsi a una mutazione genetica occorsa nell'uomo in un periodo non posteriore agli ultimi 7 000 anni. Detta mutazione concerne la sintesi e la persistenza di lattasi in età adulta, indispensabile per la digestione (idrolisi) del disaccaride in zuccheri semplici e quindi per l'utilizzo dello zucchero del latte o lattosio da parte del nostro organismo. La distribuzione tra la popolazione umana di questa mutazione non è omogenea ma varia considerevolmente per individuo ed etnia.
La rivoluzione negli usi e nella cultura del neolitico ha poi favorito la selezione naturale umana, amplificando la presenza di individui così mutati nelle civiltà a cultura dedita all'allevamento e alla pastorizia, prima in Vicino e Medio Oriente e successivamente nel resto di Europa e Africa, con prevalenza del nord. La produzione e commercializzazione attuale del latte per scopi alimentari umani si basa sull'allevamento di animali come per esempio la mucca, la bufala, la pecora, la capra, l'asina ma esistono animali, come gli alpaca e gli yak, che vengono poco utilizzati, ma hanno tutte le potenzialità per essere edibili. 
| Distribuzione tipica degli acidi grassi nei più comuni latti per utilizzo lattiero-caseario | Distribuzione tipica degli acidi grassi nei più comuni latti per utilizzo lattiero-caseario | Distribuzione tipica degli acidi grassi nei più comuni latti per utilizzo lattiero-caseario | Distribuzione tipica degli acidi grassi nei più comuni latti per utilizzo lattiero-caseario | Distribuzione tipica degli acidi grassi nei più comuni latti per utilizzo lattiero-caseario | Distribuzione tipica degli acidi grassi nei più comuni latti per utilizzo lattiero-caseario |
| Acido grasso                                                                                | Notazione breve                                                                             | Vacca                                                                                       | Bufala                                                                                      | Pecora                                                                                      | Capra                                                                                       |
| ------------------------------------------------------------------------------------------- | ------------------------------------------------------------------------------------------- | ------------------------------------------------------------------------------------------- | ------------------------------------------------------------------------------------------- | ------------------------------------------------------------------------------------------- | ------------------------------------------------------------------------------------------- |
| acido butirrico                                                                             | 4:0                                                                                         | 4.8                                                                                         | 4.8                                                                                         | 4.4                                                                                         | 3.8                                                                                         |
| acido caproico                                                                              | 6:0                                                                                         | 2.4                                                                                         | 2.3                                                                                         | 2.9                                                                                         | 2.8                                                                                         |
| acido caprilico                                                                             | 8:0                                                                                         | 1.2                                                                                         | 1.1                                                                                         | 2.6                                                                                         | 2.7                                                                                         |
| acido caprico                                                                               | 10:0                                                                                        | 2.6                                                                                         | 1.9                                                                                         | 7.1                                                                                         | 8.3                                                                                         |
| acido laurico                                                                               | 12:0                                                                                        | 3.0                                                                                         | 2.5                                                                                         | 3.9                                                                                         | 3.5                                                                                         |
| acido miristico                                                                             | 14:0                                                                                        | 10.7                                                                                        | 10.4                                                                                        | 9.9                                                                                         | 9.1                                                                                         |
| acido palmitico                                                                             | 16:0                                                                                        | 28.5                                                                                        | 29.3                                                                                        | 23.2                                                                                        | 23.6                                                                                        |
| acido palmitoleico                                                                          | 16:1                                                                                        | 1.2                                                                                         | 1.6                                                                                         | 1.0                                                                                         | 0.6                                                                                         |
| acido stearico                                                                              | 18:0                                                                                        | 11.9                                                                                        | 13.4                                                                                        | 11.4                                                                                        | 11.3                                                                                        |
| acido oleico                                                                                | 18:1                                                                                        | 23.4                                                                                        | 23.9                                                                                        | 24.1                                                                                        | 24.9                                                                                        |
| acido linoleico                                                                             | 18:2                                                                                        | 2.2                                                                                         | 2.4                                                                                         | 3.2                                                                                         | 2.8                                                                                         |
| acido linolenico                                                                            | 18:3                                                                                        | 0.5                                                                                         | 0.3                                                                                         | 0.6                                                                                         | 0.6                                                                                         |
| acido rumenico                                                                              | 18:2 coniugato                                                                              | 0.7                                                                                         | 0.6                                                                                         | 1.0                                                                                         | 0.9                                                                                         |

Quando si parla di "latte", in Italia per legge s'intende quello vaccino, mentre la specificazione risulta obbligatoria per le altre varianti: latte bufalino, latte pecorino, latte caprino, latte di asina. Nel corso del XX secolo si è assistito a un enorme progresso della zootecnica e dell'industria di trasformazione, centrato sulla qualità e sulla digeribilità del prodotto.
Questi tipi di latte di origine animale sono chiamati a sostituire quello materno dopo lo svezzamento. Nelle società occidentali e medio orientali, che storicamente o culturalmente hanno ereditato usi e conoscenze di secoli di allevamento, con il metodo più efficiente di trasformare i prati incolti del loro ambiente in sostentamento, il latte e i suoi derivati occupano una posizione importante. Nella tradizione culturale italiana, che eredita tutto il peculiare universo della civiltà contadina, il latte ha una sua particolare posizione che attiene agli usi, al lavoro e all'economia delle popolazioni che appunto provengono da una strutturazione sociale agro-pastorale.
In questi ambiti il latte è, quanto il pane e più caratteristicamente di questo, e in assenza di intolleranze, alimento utile, per tutte le età, dall'infante all'anziano che per vari motivi si trova privo di alternative per alimentarsi, passando per tutte le fasi nelle quali se ne assumono gli importantissimi contenuti di calcio e proteine, vitamine, zuccheri e lipidi.
In culture non dedite all'allevamento, invece, l'importanza del latte è marginale o assente, e le percentuali di intolleranza al latte sono comprese tra l'80% e il 100%. Nel II secolo a.C. comincia in Cina la produzione del latte di soia, in alternativa al latte di specie animali d'allevamento. Ben più recente è invece la produzione di latte artificiale.

### Gusto
Il latte vaccino non ha gusto costante, perché il suo sapore dipende fondamentalmente dall'alimentazione dell'animale che lo produce. Questo è il motivo della distinzione qualitativamente avvertibile da chiunque sorseggi latte d'alpeggio e di animali a pascolo libero. Oggigiorno le stalle moderne per produzione industriale attuano un'alimentazione costante tutto l'anno, con il cosiddetto unifeed o tecnica del piatto unico, mangime miscelato e contenente tutti i nutrienti, non tutti necessariamente da foraggi, ma a seconda dei periodi dell'anno e della legislazione vigente, che ne regolamenta vietandone o permettendone l'uso, additivati di fibre, derivati industriali che residuano dall'estrazione della frazione oleosa per via meccanica o mediante solventi di semi (farine di estrazione e panelli), grassi di diversa origine, per lo più oli di semi, farine di pesce, sangue e altro. A tutto il 2008 in Europa è temporaneamente vietato, per la questione relativa all'eradicazione delle encefalopatie spongiformi trasmissibili, l'uso di farine di carne e di ossa provenienti da mammiferi.
Per quanto riguarda gli aspetti più propriamente organolettici, si può dire che più intensivo è il trattamento termico (sia di refrigerazione che di riscaldamento) per la conservazione, minore è il contenuto aromatico proprio del latte. Mentre l'omogeneizzazione dei grassi incide solo sugli aspetti tattili, la scrematura invece ha effetto sul gusto. Sintetizzando e semplificando, si può dire che la "qualità" sensoriale del latte (odori, aromi, sapori, gusto, sensazioni tattili, persistenza e complessità) decresce nei seguenti tipi:
- latte crudo;
- latte fresco (quello fresco di "alta qualità" è superiore dal punto di vista nutrizionale ma non vi è alcuna differenza dal punto di vista organolettico con quello fresco);
- latte fresco microfiltrato;
- latte pastorizzato;
- latte UHT;
- latte sterilizzato;
- latte alta digeribilità.

Dal punto di vista tattile il latte crudo dà in bocca, rispetto al latte fresco, una netta sensazione di maggior grassezza o "spessore": questo è dovuto al semplice fatto che non subisce alcuna operazione di omogeneizzazione.

### Il latte fresco e il latte crudo
Spesso confusi, il latte fresco e il latte crudo sono due prodotti diversi, non solo dal punto di vista organolettico e nutrizionale, ma anche legale a causa del differente processo produttivo e distributivo.
Viene definito "latte fresco pastorizzato" (introdotto in Italia con la legge n. 169/89) il latte che perviene crudo allo stabilimento di confezionamento e che, viene sottoposto a un solo trattamento termico entro 48 ore dalla mungitura, presenti al consumo definite caratteristiche fisico-chimiche e microbiologiche che il produttore deve garantire ad ogni lotto. Le condizioni igieniche di trattamento fino alla vendita devono soddisfare i criteri HACCP stabiliti dall'OMS (Organizzazione Mondiale della Sanità) relativi alla garanzia di gestione dei rischi sanitari. Le confezioni sono in genere da 1 litro o 1/2 litro. Ha un prezzo al consumo mediamente più elevato, legato al processo di pastorizzazione (in sintesi: 72 °C per 15 secondi), di confezionamento e di trasporto da distanze maggiori alla centrale. Si può peraltro reperire a un prezzo minimo più basso.
Da notare che latte "pastorizzato" e latte "fresco pastorizzato" sono, per legge, due cose diverse: il primo non ha il requisito del conferimento crudo entro 48 ore nonché l'obbligo di un maggior contenuto di proteine integre che ha invece il latte fresco. C'è anche da dire che il latte pastorizzato, realizzato con una pastorizzazione bassa e lenta, è scarsamente commercializzato a differenza del latte "fresco pastorizzato".
Il "latte crudo" non viene sottoposto ad una temperatura superiore a 40 °C né ad un trattamento avente un effetto equivalente ed è prodotto nel rispetto delle norme igieniche alla stalla; presenta naturalmente una flora batterica in ragione delle condizioni igieniche di mungitura e della gestione del raffreddamento nonché dello stato igienico degli impianti e della loro gestione. È quindi uno specchio della flora batterica dell'allevamento e delle pratiche di mungitura. Enzimi come la fosfatasi, lisozima e proteine attive termolabili non sono denaturate, e i sali inorganici di calcio e fosforo sono in forma leggermente più solubile. Altre proteine come la caseina risultano leggermente più digeribili, mentre i grassi meno finemente dispersi lo sono meno. Le vitamine termolabili, pur in quantità non molto importante, salvo la D che è scarsa, sono presenti in toto. Il latte è solamente filtrato con eliminazione di impurità grossolane. Viene munto in giornata. Quello venduto direttamente al consumatore ha una "filiera produttiva corta" in quanto non passa dalla centrale per i trattamenti di risanamento. La quantità acquistabile non è vincolata dalla confezione, ma regolata dalle norme metrologiche relative al sistema di distribuzione: in pratica equiparata al prodotto pastorizzato, ha un prezzo medio più basso in ragione dell'assenza dei trattamenti di risanamento presso la centrale e dei relativi costi di approvvigionamento e distribuzione.

#### Latte fresco di alta qualità
Il "latte fresco di alta qualità" (D.M. 185/91) è un latte fresco che ha un tenore di materia proteica non inferiore a 32 g/litro e contenuto in acido lattico non superiore a 30 ppm. Pertanto, è un latte fresco maggiormente nutriente. Deve rispettare anche altri requisiti in ordine a: controlli delle vacche, delle stalle e degli impianti, numero di cellule somatiche e carica batterica, modalità di refrigerazione e consegna dalla stalla all'impianto, trattamento di pastorizzazione.
Il latte fresco di alta qualità può essere commercializzato nella sola versione intero.

### Intolleranza e allergia al latte
Le caseine oltre a essere la classe proteica più rappresentata nel latte rappresentano, insieme alla β-lattoglobulina, i principali antigeni, causa di allergie, più frequente nei primi anni di vita ma che spesso tendono poi a scomparire con l'età, anche se talvolta causa di gravi shock anafilattici. L'ubiquità di questi composti negli alimenti tende a complicare il controllo della patologia.
La stragrande maggioranza delle intolleranze al latte, e non delle vere allergie, è invece da imputarsi a un'intolleranza al lattosio, spesso sopravveniente progressivamente in età adulta, o a seguito di stati patologici. Nell'ambito del precedentemente descritto processo d'idrolisi del lattosio interviene un deficit di produzione da parte delle cellule intestinali del duodeno dell'enzima lattasi. La permanenza del lattosio indigerito ne determina la fermentazione da parte della flora intestinale con produzione di gas e acidi organici, e richiamo nel colon per osmosi di acqua con conseguente flatulenza, meteorismo, crampi addominali, diarrea e in assenza di provvedimenti, dimagrimento. La deficienza di lattasi nell'intestino, a parte casi estremi di drastici interventi chirurgici, non è mai totale, e non viene ritenuta necessaria una idrolisi totale del lattosio nei latti "delattosati", il cui uso continuato potrebbe invece ingenerare una riduzione dell'enzima naturalmente prodotto e contenuto nel tratto intestinale a livello dei microvilli.
Infine esiste una limitata casistica di intolleranza alle proteine del latte, non di tipo allergico, nota con l'acronimo inglese MPI.

### Latte e osteoporosi
In merito alle qualità benefiche del latte nel contrasto all'osteoporosi gli esperti del settore non hanno saputo ancora dare una risposta certa. Secondo la maggior parte degli scienziati un elevato consumo di latte non previene l'osteoporosi, né aiuta i soggetti affetti da questa patologia, inclusi quelli più a rischio per motivi fisiologici, come le donne in menopausa. In particolare, secondo l'Harvard Nurses' Health Study, che ha seguito clinicamente oltre 75.000 donne per dodici anni, l'aumentato consumo di latte non avrebbe alcun effetto protettivo sul rischio di fratture. Recentemente l'adeguatezza di latte e latticini come fonte di calcio è stata messa in discussione dai sostenitori della cosiddetta dieta alcalina. Secondo i sostenitori di tale dieta, che però non trova unanime supporto scientifico, le proteine del latte aumenterebbero l'acidità dei fluidi corporei provocando una reazione fisiologica che impoverirebbe i depositi di calcio nelle ossa per ristabilire il pH. Le ricerche non hanno trovato alcun collegamento tra acidosi metabolica e il consumo di latte. Altri studi non hanno evidenziato alcun effetto protettivo sull'osso da parte del calcio proveniente dai derivati del latte. Occorre tuttavia precisare che questi studi hanno avuto come soggetti d'indagine soprattutto donne bianche di età superiore ai 34-60 anni; per questo motivo non è possibile generalizzare i risultati ottenuti nelle categorie escluse quali giovani donne, individui di sesso maschile o rappresentanti di altre etnie. 
D'altro canto, i sostenitori del latte affermano completamente l'opposto: il latte e i suoi derivati sono alimenti essenziali nella dieta quotidiana per la prevenzione dell'osteoporosi. Questo poiché essendo questi alimenti ricchi di calcio (fondamentale sia in età giovanile, per il raggiungimento di un picco di massa ossea elevato, sia in età avanzata per evitare fratture ossee) vanno a supportare la formazione delle ossa e il loro rafforzamento. Inoltre secondo questo filone di esperti soggetti carenti dell'enzima lattasi (come ad esempio intolleranti al lattosio) sembrano essere più inclini a osteoporosi e fratture ossee. C'è da specificare però che secondo questi scienziati il solo calcio non basta, è necessaria anche un'adeguata attività fisica, integrare un'adeguata quantità di vitamina D, ed evitare fumo e alcol.

## Igiene alimentare e sofisticazione alimentare

### Contaminazioni microbiologiche
Il latte, per la sua composizione (presenza di nutrienti, in particolare proteine, alto contenuto di acqua), è un substrato ideale per la crescita dei microrganismi. Inoltre essendo un prodotto di origine animale, può facilmente albergare agenti infettivi ed essere quindi veicolo di malattie trasmissibili dagli animali all'uomo (zoonosi). Tra le zoonosi più rilevanti ci sono brucellosi, listeriosi, salmonellosi, e tubercolosi.

### Contaminazioni e sofisticazioni chimiche
Il latte, essendo un'emulsione di grassi in una soluzione acquosa, può essere contaminato da numerose sostanze sia lipo che idrosolubili.
Tali contaminazioni possono avere origine ambientale (ad esempio residui di fitofarmaci, tossine di origine fungina che l'animale ingerisce con l'alimentazione), oppure derivare da contaminazioni durante il processo di trasformazione e conservazione (ad esempio contaminazione da Itx derivante dei processi di stampa delle confezioni, ora vietato) oppure essere il risultato di sofisticazioni (come avvenuto nel caso dell'aggiunta fraudolenta alla produzione o durante i trasporti, di sostanze azotate come (urea) melammina in Cina, atta a elevare apparentemente il contenuto proteico del latte), o semplicemente sale, atto a mascherare l'aggiunta di acqua.

## Trattamenti industriali del latte
Il latte crudo può essere sottoposto ad alcuni trattamenti preliminari prima delle procedure di sterilizzazione che eliminano i batteri.

### Scrematura
Con la centrifugazione le particelle più pesanti (materiale grossolano e parte delle cellule somatiche) sedimentano sul fondo e vengono allontanate, mentre le parti più leggere vengono separate (scrematura) e poi rimiscelate al latte per ottenere una determinata percentuale di grasso (per determinarne la percentuale uno dei primi sistemi usati fu nel 1892 il metodo Gerber).
La "scrematura" si effettua a una temperatura di circa 55 °C, ottenendo la completa separazione della parte grassa (la panna). Più è lunga e intensa la centrifugazione, migliore è la separazione. Il latte magro che si ottiene ha un residuo grasso dello 0,1-0,5%. Per rimiscelazione in linea della panna si ottengono i titoli di grasso desiderati (valori imposti dalla legge per il latte alimentare):
- meno di 0,5% per il latte "scremato";
- tra 1,5 e 1,8% per il latte "parzialmente scremato";
- almeno 3,5% per il latte "intero".

È definito come "latte" tal quale il latte che non ha subito trattamenti di scrematura né trattamenti termici.

### Omogeneizzazione
Durante il processo di pastorizzazione o sterilizzazione, il latte può essere omogeneizzato. L'omogenizzazione è un procedimento quasi universalmente utilizzato dalle centrali di trattamento in particolare per ridurre ed omogeneizzare le dimensioni dei globuli di grasso, aumentando la stabilità dell'emulsione ed evitando/rallentando l'affioramento/cremaggio del grasso del latte alimentare. Il latte viene fatto passare sotto alta pressione attraverso una particolare valvola (omogeneizzatrice) in grado di spezzare i globuli di grasso e di disperderli uniformemente nel latte, costituendo così un'emulsione più stabile, ed evitando problemi di affioramento nel tempo di conservazione. Il prodotto diventa più facilmente digeribile per il consumatore, al quale è garantita uguale percentuale di grasso nel periodo di consumo.

### Raffreddamento
Il primo trattamento avviene nella sala mungitura. Qui il latte, che esce dalle mammelle delle mucche con una temperatura di 37 °C circa, viene convogliato in tank latte chiuse dove è raffreddato entro tempi fra 20 e 460 minuti, e conservato a 4-6 °C. Con questa temperatura i batteri che hanno inquinato il latte dall'uscita della mammella in poi, si riproducono più lentamente che d'ordinario (37 °C della vacca e c.a 20-25 °C dell'ambiente). Poi il latte viene trasferito sulle autobotti isoterme (coibentate), che lo trasportano ai caseifici per la trasformazione in prodotto finito.

### Pastorizzazione
Grazie alle scoperte del chimico francese Louis Pasteur, riguardanti l'uccisione delle brucelle con il calore (circa 70-80 °C), è possibile oggi pastorizzare ovvero riscaldare il latte a temperature capaci di uccidere i microbi patogeni e gran parte della microflora saprofita. Durante la pastorizzazione "il latte viene fatto passare per tubi di uno scambiatore di calore per circa 30 secondi". Questo trattamento riduce notevolmente la carica batterica, causando minime variazioni organolettiche e nutrizionali, compensate largamente dalle condizioni di sicurezza igienica.
Tutti i trattamenti si concludono con il raffreddamento a 4 °C per ridurre lo sviluppo dei batteri; a questa temperatura il latte fresco si conserva per 6 giorni," il latte viene confezionato in cartoni, distribuito attraverso la catena del freddo" (camion frigoriferi per la distribuzione in città, banco frigorifero del lattaio, e finalmente il frigorifero di casa).

#### Pastorizzazione bassa
Questo trattamento, ormai desueto, si applica oggi solo in presenza di latte a minimo rischio di contaminazione, che viene portato a 63 °C per un periodo di 30 minuti. L'evoluzione genetica di taluni batteri però rende comunque assai poco efficace il trattamento per usi di alimentazione diretta.

#### Pastorizzazione rapida HTST (High Temperature Short Time)
Il latte, a seguito di preriscaldamento, è portato velocemente a una temperatura minima di 72 °C per almeno 15 secondi. Tale pastorizzazione è resa possibile tramite una riduzione in strato sottile del latte che viene fatto passare tra piastre riscaldate (stassanizzazione). La stassanizzazione sfrutta altresì il fenomeno che vede le cellule batteriche attratte verso la superficie della piastra di scambio termico: ciò provoca un moto turbolento del liquido che garantisce uno scambio termico efficiente e uniforme. Questa temperatura uccide circa il 96% dei batteri (di primaria importanza è l'abbattimento della carica batterica rappresentata dalle forme vegetative dei micobatteri della tubercolosi e batteri della brucellosi, oltre ad altri patogeni importanti), mentre resta un 5% costituito dalle spore, cioè da batteri che si sono trasformati in una forma molto resistente al calore. Per rallentare la crescita dei batteri rimasti, il latte viene subito raffreddato a 4 °C. Il latte pastorizzato può essere conservato a 4 °C per sei giorni. Il latte che ha subito tale trattamento può definirsi "fresco" e deve risultare "fosfatasi negativo" e "perossidasi positivo", a dimostrazione oggettiva che il trattamento termico è stato fatto a una temperatura non inferiore a 72 °C e non superiore a 78 °C per 15 secondi (sopra il livello di distruzione dei patogeni e non surriscaldato).

### Trattamento UHT (Ultra High Temperature)
È una particolare tecnica di sterilizzazione che consiste nel trattare il latte omogeneizzato e preriscaldato ad almeno 135 °C attraverso l'impiego di vapore acqueo surriscaldato per non meno di un secondo. Si parla di UHT a sistema "indiretto" quando la sterilizzazione del latte avviene tramite scambiatori di calore (piastre o tubi), mentre viene detto UHT "diretto" (uperizzazione TM°) quando la sterilizzazione del latte avviene in contatto diretto con il fluido riscaldante cioè il vapore acqueo, che viene rievaporato nella successiva fase di raffreddamento flash sotto vuoto. In genere il trattamento diretto (circa 140 °C per 2-4 secondi) dà luogo a un prodotto organoletticamente migliore del trattamento indiretto per un minore "effetto termico". Successivamente si raffredda il latte a 15-20 °C e si procede entro impianti sterili chiusi, in flusso continuo, al confezionamento asettico del latte in contenitori sterilizzati in linea (brik, bottiglie in HDPE o PET) che vengono chiusi ermeticamente. La condizione di ermeticità del contenitore è condizione essenziale della lunga conservazione.
Anche il trattamento UHT non garantisce la distruzione delle spore più resistenti: la sterilità commerciale viene definita come "assenza di microorganismi capaci di riprodursi e recare danni al prodotto nelle usuali condizioni di conservazione a temperatura ambiente" (stabilità microbiologica). Il latte UHT è considerato a "lunga conservazione" e si può conservare per circa 3-6 mesi a temperatura ambiente. Le confezioni dei vari tipi di latte sterilizzato UHT devono riportare il termine minimo di conservazione "da consumarsi preferibilmente entro..." (giorno, mese, anno). Ciò significa che anche dopo la data di scadenza, per un tempo ragionevole, il prodotto può essere consumato, nonostante le qualità organolettiche possono risultare alterate.

### Sterilizzazione
È il trattamento termico più energico, che assicura la completa eliminazione di tutti i batteri, anche delle spore. Il latte così sterilizzato ha una lunga conservazione a temperatura ambiente, anche oltre i 6 mesi. Il processo è costituito da un trattamento flash, per circa 3 secondi ad una temperatura di 140 °C, seguito da riempimento e sigillazione del contenitore (vetro-lattina) con susseguente sterilizzazione in autoclave (continua o discontinua) del contenitore chiuso. Tuttavia, una volta che si è aperto un contenitore di latte sterilizzato (al pari dell'UHT) è necessario tenerlo in frigorifero e consumarlo entro pochi giorni; infatti potrebbe venire a contatto con i microrganismi presenti nell'ambiente, i quali all'interno dell'alimento non troverebbero alcuna competizione con altri batteri e sarebbero liberi di proliferare.
La sterilizzazione elimina la maggior parte dei batteri presenti nel latte che potrebbero nuocere al nostro organismo.
Il latte sterilizzato è rilevantemente più sicuro del latte UHT dal punto di vista batteriologico, ma ha subito un danno organolettico oggi non più accettato nella maggioranza dei casi, rispetto al latte UHT. Tale latte ha avuto il merito di rendere disponibile l'assunzione di un alimento così importante a fasce di popolazione vaste, allora poco raggiungibili dal "latte fresco". Dal punto di vista commerciale ha ormai una scarsa rilevanza poiché, oltre ai contenuti nutrizionali, anche il sapore risulta piuttosto alterato: è quindi principalmente destinato all'esportazione in paesi con condizioni sociali e climatiche difficili.

### Microfiltrazione
La microfiltrazione del latte è un trattamento puramente meccanico, con filtrazione molto sottile attraverso membrane ceramiche a maglie di 1-2,5 micron: questa filtrazione, in grado di separare fisicamente i microbi dal latte, viene praticata sulla sola frazione magra del latte senza interagire con le componenti nutritive in esso contenute.
Si separa la frazione lipidica del latte con la tradizionale centrifugazione a circa 50 °C. La frazione grassa (lipidica) non può essere sottoposta a microfiltrazione avendo i globuli di grasso dimensioni simili alle maglie della membrana filtrante. Il latte scremato, separato dalla panna, viene microfiltrato su membrana porosa eliminando la quasi totalità della flora microbica che ha inquinato il latte dopo l'uscita della mammella nell'ambiente di mungitura.
Le due frazioni, panna e latte magro microfiltrato, vengono poi miscelate in flusso continuo in rapporto tale da ottenere il titolo di grasso desiderato. Il latte titolato (intero, parzialmente scremato, scremato), a carica batterica estremamente ridotta, simile al momento di uscita dal capezzolo della mammella, viene pastorizzato a 72-75 °C per 15-20 secondi con il metodo di pastorizzazione classico HTST, che consente l'inattivazione di eventuali specie microbiche patogene residuali.
Si ottiene così un latte con caratteristiche microbiologiche eccellenti che ne consentono la conservazione in regime refrigerato per tempi lunghi, oltre 15 giorni dal trattamento, e con caratteristiche organolettiche ottimali, perfettamente sovrapponibili a un latte pastorizzato di qualità elevata.

#### Latte delattosato
I vari prodotti denominati latti HD, alta digeribilità, e relativi differenti nomi commerciali, sono indicati ai soggetti che non possiedono l'enzima lattasi o ne sono temporaneamente deficitari per alterazioni intestinali, e non possono scindere il lattosio nei costituenti. Il lattosio, zucchero del latte, viene trasformato negli stabilimenti in due zuccheri semplici che costituiscono il disaccaride: glucosio e galattosio, per azione dell'enzima lattasi. L'intolleranza al latte è dovuta alla mancata scissione in monosaccaridi del lattosio; quest'ultimo, attraverso fenomeni osmotici, richiama liquidi nell'intestino crasso determinando disagi intestinali quali meteorismo e scariche diarroiche.

## Latte sintetico
Nello Science park di Rehovot l'azienda Wilk produce latte sintetico a partire dalle cellule epiteliali mammarie.
La startup israeliana Remilk, fondata nel 2019, ha annunciato l'apertura di una fabbrica a Kalundborg, in Danimarca, dove verrà prodotto latte sintetico.

## Produzione mondiale
| #     | Paese          | Produzione (tonnellate) |
| ----- | -------------- | ----------------------- |
| 1     | India          | 186 143 000             |
| -     | Unione europea | 167 256 000             |
| 2     | Stati Uniti    | 98 646 000              |
| 3     | Pakistan       | 45 623 000              |
| 4     | Brasile        | 35 539 000              |
| 5     | Cina           | 31 592 000              |
| 6     | Russia         | 31 527 000              |
| 7     | Turchia        | 22 791 000              |
| 8     | Nuova Zelanda  | 21 372 000              |
| Mondo | Mondo          | 842 989 000             |

| #  | Paese         | Produzione (tonnellate) |
| -- | ------------- | ----------------------- |
| 1  | Stati Uniti   | 98 690 477              |
| 2  | India         | 89 833 590              |
| 3  | Brasile       | 33 839 864              |
| 4  | Germania      | 33 064 833              |
| 5  | Cina          | 30 745 600              |
| 6  | Russia        | 30 345 525              |
| 7  | Francia       | 25 541 269              |
| 8  | Nuova Zelanda | 21 392 000              |
| 9  | Turchia       | 20 036 877              |
| 10 | Pakistan      | 16 722 000              |

| #  | Paese   | Produzione (tonnellate) |
| -- | ------- | ----------------------- |
| 1  | Turchia | 1 446 271               |
| 2  | Cina    | 1 180 276               |
| 3  | Grecia  | 753 819                 |
| 4  | Siria   | 647 311                 |
| 5  | Romania | 626 145                 |
| 6  | Spagna  | 544 541                 |
| 7  | Italia  | 524 717                 |
| 8  | Sudan   | 414 000                 |
| 9  | Mali    | 381 067                 |
| 10 | Somalia | 369 378                 |

| Rank | Country       | Production (metric tons) |
| ---- | ------------- | ------------------------ |
| 1    | India         | 6 098 730                |
| 2    | Sudan         | 1 151 000                |
| 3    | Bangladesh    | 1 122 646                |
| 4    | Pakistan      | 915 000                  |
| 5    | Francia       | 652 327                  |
| 6    | Turchia       | 561 826                  |
| 7    | Mali          | 526 130                  |
| 8    | Spagna        | 461 375                  |
| 9    | Sudan del Sud | 459 343                  |
| 10   | Grecia        | 397 785                  |

| #  | Paese     | Produzione (tonnellate) |
| -- | --------- | ----------------------- |
| 1  | India     | 91 817 140              |
| 2  | Pakistan  | 28 109 000              |
| 3  | Cina      | 3 003 323               |
| 4  | Egitto    | 2 120 365               |
| 5  | Nepal     | 1 338 277               |
| 6  | Italia    | 247 158                 |
| 7  | Birmania  | 193 841                 |
| 8  | Iran      | 129 904                 |
| 9  | Sri Lanka | 85 914                  |
| 10 | Turchia   | 75 742                  |

## Latte art

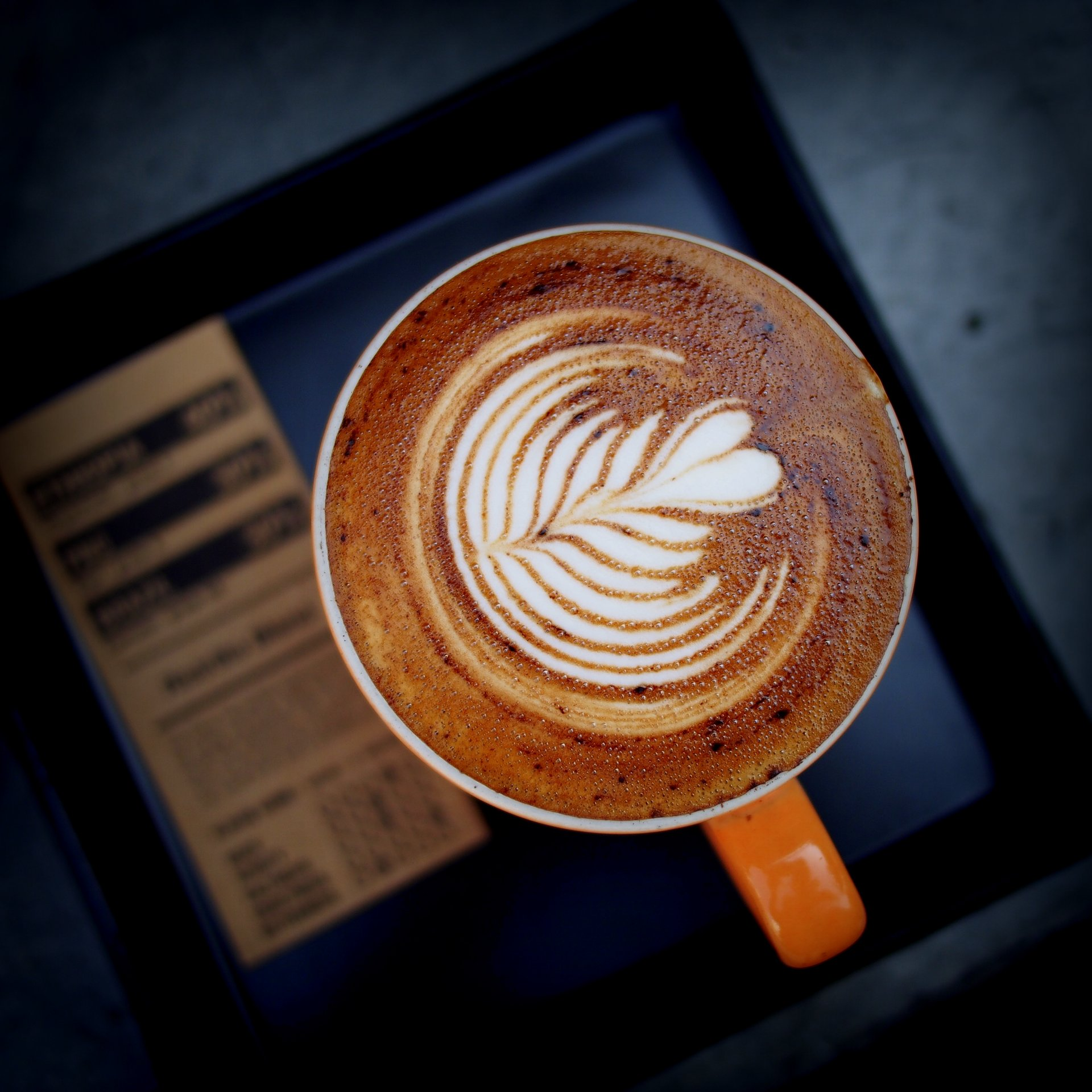
Esempio di "latte art"

Per "latte art" si intende una serie di tecniche di caffetteria moderne atte a creare disegni e decorazioni sui cappuccini, sui marocchini, sui caffè o su latte macchiato con il solo aiuto del latte o con semplici stuzzicadenti. Si possono disegnare cuori, foglie, spirali e tanto altro ancora. Questa tecnica professionale è oggetto di concorsi internazionali.

## Altri alimenti definiti "latte"
Per il regolamento europeo Regolamento (UE) n. 1308/2013 confermato da una sentenza della Corte europea il «latte è esclusivamente il prodotto della secrezione mammaria normale, ottenuto mediante una o più mungiture, senza alcuna aggiunta o sottrazione»; pertanto la denominazione «latte», in linea di principio, non potrebbe essere legittimamente impiegata per designare un prodotto puramente vegetale. 
Fanno eccezione solo alcuni prodotti dove nella lingua nazionale il termine "latte" associato ad un estratto vegetale viene legittimamente riconosciuto: in Italia il "latte di mandorle" ed il "latte di cocco".
Dalla noce di cocco si estrae un liquido bianco comunemente chiamato "latte di cocco", da non confondere con l'acqua di cocco, la quale si trova naturalmente all'interno del frutto.
In alcune regioni del Mezzogiorno d'Italia è diffusa una bevanda chiamata latte di mandorla. È un prodotto agroalimentare tradizionale della Puglia e della Sicilia. Nella Sicilia orientale il latte di mandorla viene utilizzato per la produzione di granite, tradizionalmente consumate a colazione nel periodo estivo e in tempi moderni consumato come pasto veloce (granita con brioche) a qualunque ora del giorno.
Il latte di mandorla è anche un ingrediente del cosiddetto caffè leccese.
Non è invece legalmente ammissibile in Italia, l'utilizzo del termine "latte" per il cosiddetto latte di soia, talvolta chiamato anche "latte vegetale".

## La Giornata Mondiale del Latte
Istituita dalla FAO nel 2001, ogni 1º giugno si celebra a livello internazionale la Giornata Mondiale del Latte, per sottolineare l'importanza di questo alimento.